# Nossa Senhora das Dores (Sergipe)
Nossa Senhora das Dores é um município brasileiro no interior do estado de Sergipe, Região Nordeste do país. Localiza-se a uma latitude 10º29'30" sul e a uma longitude 37º11'36" oeste, estando a uma altitude de 204 metros, na Região Geográficas Intermediárias e Imediatas de Aracaju, ao noroeste da capital do estado, distando desta cerca de 72 km. Ocupa uma área de 482,399 km², sendo que 9,3 km² estão em perímetro urbano, e sua estimativa populacional para 2021 é de 26 957 habitantes, ocupando a posição 20ª dos municípios mais populosos.
O município esta inserido parcialmente no Polígono das secas, a sede tem uma temperatura média anual de 26,3 °C e na vegetação original do município predomina a Mata Atlântica em alternância com a Caatinga. Com 65% da população vivendo na zona urbana, Nossa Senhora das Dores, em 2020, contava com 8 estabelecimentos de saúde pública. O seu Índice de Desenvolvimento Humano (IDH) é de 0,600, classificado como médio em relação à média nacional. O setor agropecuário com destaque para criação de gado se destacando como um dos maiores produtores de carne bovina e leite; e aves, além da exploração das culturas da cana-de-açúcar, feijão, mandioca e milho, e a prestação de serviços configuram-se como as principais fontes no município. 
A região, era ocupada originalmente pelos índios Tupinambás, foi desbravada primeiramente em 1606 quando Pero Novais de Sampaio obteve uma carta de sesmaria, de duas léguas de terras devolutas, doadas pelo capitão-mor Nicolau Filipe de Vasconcelos com o objetivo de criação de gado e depois a produção de algodão. O município esta inserida na bacia hidrográfica do Rio Sergipe e do Rio Japaratuba, é dessas bacias que é captada água para abastecimento da população e para produção agropecuária. O seu desenvolvimento, se deu em meados dos anos 1800 com a produção de algodão foi criada a Vila de Enforcados em 1859 que era subordinada a Nossa Senhora da Purificação da Capela.
Dores é conhecida pelo título de Capital Sergipana da Fé, atribuído à religiosidade do município que no mês da quaresma abriga quatro procissões, sendo a única no Brasil que possuí tal denominação. No local ao qual está a atual Igreja Matriz de Nossa Senhora das Dores, foi erguido antes outros dois templos, sendo modernizado na década de 20. A sede já abrigou cinemas e museus, as manifestações tradicionais populares e outros eventos festivos, tais como a 'Grande Festa do Boi, a Festa da Padroeira, Micarense e atualmente o maior movimento cultural do município é Concurso Garota Caipira.

## Demografia

### Educação
| Ensino      | Alunos matriculados | Professores |
| ----------- | ------------------- | ----------- |
| Pré-escola  | 625                 | 59          |
| Fundamental | 5 049               | 242         |
| Médio       | 853                 | 31          |
| Superior    | 200                 | 10          |

### Esportes
- Dorense Futebol Clube, único clube Profissional da cidade.
- Real Dorense (Futsal)
- Dorense FF (Futsal Feminino)

## Academia Dorense de Letras (ADL)[8]
"A Academia Dorense de Letras foi fundada em 07 de maio de 2014, por um grupo de escritores e produtores culturais, ligados ao Projeto Memórias (instituição cultural dorense criada em 2003 para pesquisar, registrar e socializar aspectos da história e da cultura local). Eles foram unidos, no propósito de criar a ADL, pelo escritor Domingos Pascoal de Melo, da Academia Sergipana de Letras, que desde 2010 disseminava pelo estado a proposta de interiorização deste tipo de entidade literária.
Instalada em 11 de junho de 2014, a ADL passou a atuar em três campos: a divulgação dos escritos de autores dorenses já existentes; a preservação das memórias dorenses, por meio da escolha de patronos para suas cadeiras e do registro de suas histórias; e a descoberta e promoção de novos talentos artísticos e literários.
Para tal finalidade, vem realizando lançamentos de livros; exposições artísticas; encontros entre acadêmicos e estudantes; bem como ações tais quais a “Quinta Literária”, o “Café Literário”, a “Feira Lítero-Cultural” e o “Encontro Dorense de Leitores, Escritores e Fomentadores da Leitura”. Edita, anualmente, a “Antologia Literária da Academia Dorense de Letras” e mantêm em sua sede própria, um imóvel alugado, o memorial dos patronos e a Biblioteca Professora Glorinha Almeida."